# 下次再見的時候
《下次再見的時候》，日本女性創作歌手aiko的第11張單曲。2002年8月14日發行。

## 簡介
前作《和你握手》約4個月之後發行。是aiko第4張錄音室專輯《留住秋天》的先行單曲。

## 收錄曲目
1. 下次再見的時候（今度までには）
作詞、作曲：AIKO；編曲：吉俣良
2. 愛的世界（愛の世界）
作詞、作曲：AIKO；編曲：島田昌典
3. 你的歌（あなたの唄）
作詞、作曲：AIKO；編曲：島田昌典
4. 下次再見的時候（insturumental）

## 外部連結
- 唱片介紹